# Hagenbund
Der Hagenbund, ursprünglich „Künstlerbund Hagen“ genannt, war eine von 1900 bis 1938 bestehende Vereinigung bildender Künstler in Wien.

## Name
Den Namen erhielt der Verein nicht nach der Figur der Nibelungensage, sondern nach dem Wiener Hotelier (Hotel Victoria in der Favoritenstrasse 11) und Besitzer eines Gasthauses (Zum Blauen Freihaus in der Gumpendorferstrasse) namens Josef Haagen (1846–1918). In dessen Lokalität trafen sich ab den 1870er Jahren jüngere Maler, Bildhauer und Architekten zum Erfahrungsaustausch und nannten sich „Haagengesellschaft“. Aus einem Großteil dieser Künstler entstand 1897 die „Wiener Secession“ und 1900 der „Hagenbund“.

## Vereinsgeschichte

### Gründung und Zeit bis 1912

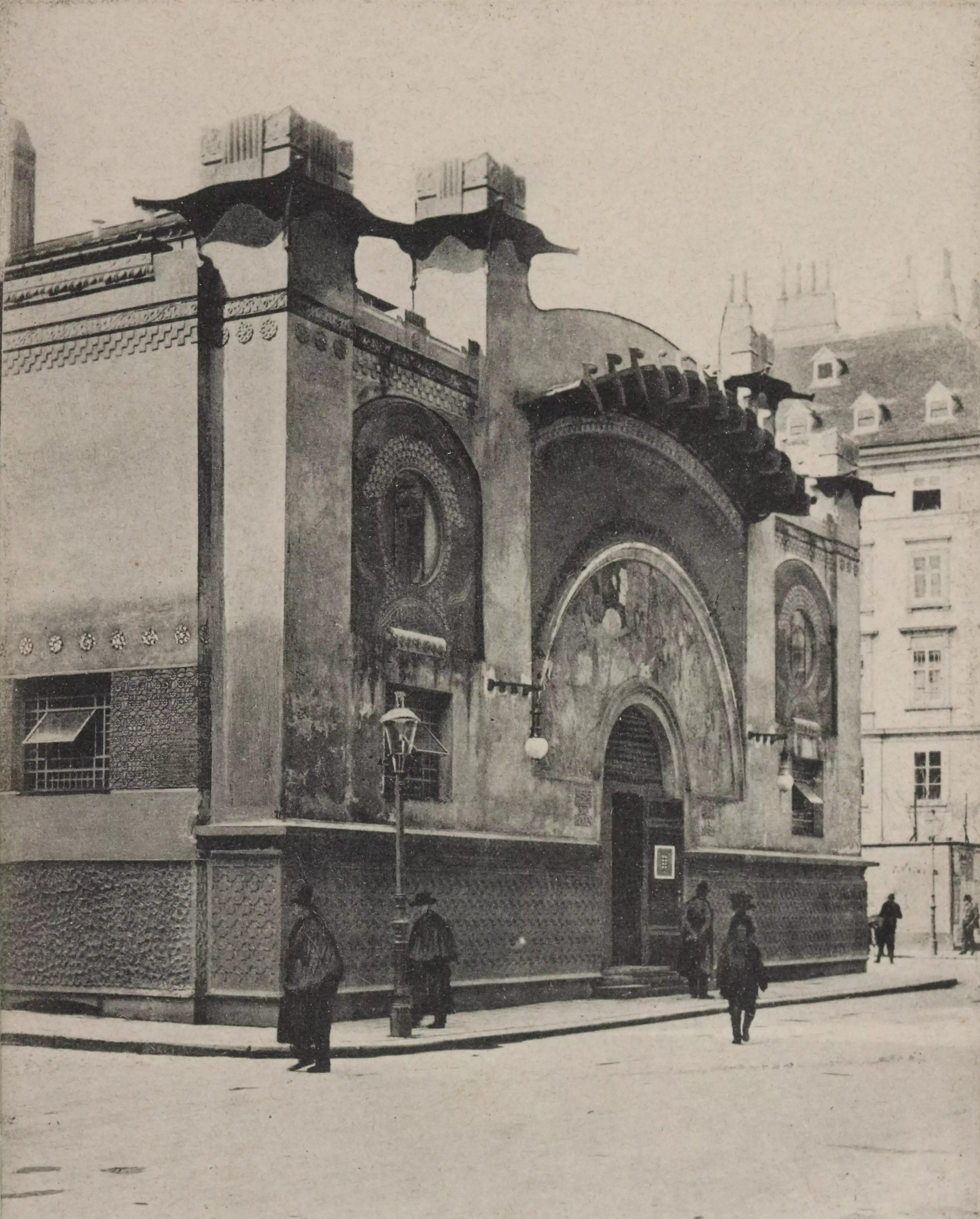
Die Ausstellungshalle in der Zedlitzgasse 6 (ca. 1901–1904)

Die Vereinigung wurde am 3. Februar 1900 als Künstlerbund Hagen – ähnlich wie drei Jahre zuvor die „Wiener Secession“ – eine Abspaltung von jüngeren und mit den Gepflogenheiten der „Gesellschaft bildender Künstler Wiens“ (kurz Wiener Künstlerhaus) unzufriedenen Künstlern gegründet. Maßgebliche Anreger zu diesem Schritt waren die beiden Universalkünstler Joseph Urban und sein Schwager Heinrich Lefler. Bis November 1900 verblieb der Hagenbund noch im Rahmen des Wiener Künstlerhauses, gewissermaßen als Club mit eigenem Ausstellungsrecht. Nach weiteren Streitigkeiten erfolgte der endgültige Austritt und damit die Erlangung der Selbständigkeit.
1901 folgten Ausstellungen in der renommierten Wiener Galerie Miethke und in München. 1902 wurde die erste Ausstellung im eigenen Haus eröffnet, einem Teil einer etwa 1870 erbauten Markthalle in Wien 1, Zedlitzgasse. Joseph Urban adaptierte die Räumlichkeiten und schmückte sie im Sinne des Jugendstils. Dort befindet sich ein Umspannwerk der Wiener Elektrizitätswerke. Maßgebliche Stilrichtungen in diesen Jahren waren der Jugendstil und der Impressionismus.
Die nächsten Jahre stand der Hagenbund, der eine „gemäßigte“ Moderne vertrat, sicher im Schatten der Wiener Secession, die um 1900 die Moderne darstellte, er hob sich jedoch deutlich vom konservativen Wiener Künstlerhaus ab. Revolutionär hingegen war von Beginn an die tolerante Einstellung der Vereinigung. Es wurde weder von den eigenen Mitgliedern noch von Gästen eine bestimmte künstlerische oder politische Auffassung verlangt, auch Herkunft oder Religion waren nicht maßgeblich. So war es auch kein Zufall, dass sowohl 1911 als auch 1912 radikale junge Künstler wie Kokoschka, Kolig, Faistauer oder Schiele ausstellen durften.

### Delogierung 1913 durch die Stadt Wien und Zeit bis 1920
Die 1911 und 1912 gezeigten Werke vor allem von Kokoschka führten zu Negativreaktionen seitens der Funktionäre der Stadt Wien, die Gemeinde kündigte den Mietvertrag ab 1913 und der Hagenbund stand ohne eigenes Ausstellungshaus da. Eine unrühmliche Rolle soll in diesem Zusammenhang auch der Thronfolger Franz Ferdinand gespielt haben, der moderne Kunst völlig ablehnte. Die Vereinigung konnte 1913 noch im Wiener Künstlerhaus ausstellen (alte Streitigkeiten waren ausgeräumt), sowie vor dem Ersten Weltkrieg 1914 noch beim Gödinger Kunstverein (heute Hodonín in Tschechien). Während des Krieges war für die Künstlervereinigungen kein geordnetes Vereinsleben möglich, viele Künstler wurden vom Kriegspressequartier als Kriegsmaler eingesetzt. Nach dem Weltkrieg trat der Hagenbund wieder als Verein auf und durfte 1918 und 1919 mit Kollektionen in der Wiener Secession gastieren. Erst 1920 konnte der Hagenbund sein renoviertes Ausstellungshaus zurückerhalten.

### Der Hagenbund in der Zwischenkriegszeit
Zu dieser Zeit war der Hagenbund sicherlich die fortschrittlichste Künstlervereinigung und erwies sich als Plattform der Moderne. Neue, meist jüngere Mitglieder (wie z. B. Josef Floch, Carry Hauser, Georg Jung, Maximilian Reinitz oder Otto Rudolf Schatz), pflegten neben und nach dem Expressionismus auch die „Neue Sachlichkeit“ und teils auch den Kubismus. So hoch allerdings das künstlerische Niveau war, so schlecht war es um die Finanzen bestellt. Auch die anderen „Künstlerorganisationen“ kämpften mit schweren wirtschaftlichen Problemen. Der Hagenbund versuchte durch Theateraufführungen, Dichterlesungen (Franz Theodor Csokor), Tanzvorführungen (Grete Wiesenthal) oder Künstlerbälle (Faschingsbälle) zu Geld zu kommen. Ende 1920 und in der Folgezeit war es keine Seltenheit, dass Künstler ihre Werke im Tausch gegen Lebensmittel, Bekleidung und sogar für Zahnbehandlungen anboten. In den 1930er-Jahren traten dem Hagenbund wieder eine Reihe junger neuer Künstler bei (etwa Friedrich Aduatz, Ernst Paar, Lois Pregartbauer, Ferdinand Stransky), die noch weit über 1945 hinaus, teils bis in die 1970er und 1980er Jahre künstlerisch tätig waren.

### Ende des Hagenbundes
Mit dem Einmarsch deutscher Truppen war auch das Ende des Hagenbundes besiegelt. Noch im Jahr 1938 wurde die Vereinigung aus politischen, rassischen und künstlerischen Gründen aufgelöst. Viele Mitglieder mussten Österreich verlassen, da sie rassisch nicht den neuen Machthabern entsprachen (z. B. Georg Merkel, Georg Ehrlich, Albert Reuss, Viktor Tischler, Georg Mayer-Marton). Andere Mitglieder verließen Österreich aus politischen Gründen (Carry Hauser, Otto Rudolf Schatz), einige, die blieben, erhielten Ausstellungsverbot. Zwei weitere Künstler, die nicht oder nicht weit genug fliehen konnten, wurden in Konzentrationslagern ermordet (Fritz Schwarz-Waldegg, Robert Kohl).

### Der Neue Hagenbund nach 1945
1947 wurde von einigen Künstlern der Versuch gestartet, den Hagenbund wiederzuerwecken, indem man den Neuen Hagenbund gründete. Von den seinerzeitigen Mitgliedern konnte jedoch nur Carry Hauser für kurze Zeit gewonnen werden, die übrigen in Österreich lebenden ehemaligen Mitglieder gehörten inzwischen schon der Wiener Secession und dem Wiener Künstlerhaus an, oder waren Mitbegründer einer neuen Künstlervereinigung, dem „Kreis“. Der Versuch musste daher scheitern, obwohl der Neue Hagenbund noch bis in die frühen 1980er-Jahre Ausstellungen ohne nachhaltiges Echo veranstaltete.

## Mitglieder des Hagenbundes
Name, Lebensdaten, Zeit der Mitgliedschaft

### Ordentliche Mitglieder (Männer)
- Aduatz, Friedrich (1907–1994), 1935–1938
- Alexander, Artur Oskar (1876–1953), 1908–1931
- Ameseder, Eduard (1856–1938), 1900–1905
- Andersen, Robin Christian (1890–1969), 1920–1923
- Baar, Hugo (1873–1912), 1904–1912
- Bachmann, Rudolf (1877–1933), 1905–1912
- Bamberger, Gustav (1861–1936), 1900–1922
- Barth, Otto (1876–1916), 1907–1916
- Barwig d. Ä., Franz (1868–1931), 1905–1924
- Bauriedl, Otto (1881–1961), 1906–1913
- Becker, Hans Sidonius (1895–1948), 1930–1938
- Beyer, Josef Johann (1861–1933), 1901–1930
- Blauensteiner, Leopold (1880–1947), 1911–1920
- Bleichsteiner, Anton (1897–1963), 1909–1931
- Breithut, Peter (1869–1930), 1922–1930
- Bren, Hans (1900–1974), 1930–1935
- Bruenauer, Otto (1877–1912), 1907–1910
- Buchner, Rudolf (1894–1962), 1938
- Burger, Leopold (1861–1903), 1900–1903
- Cossmann, Alfred (1870–1951), 1902–1905
- Deininger, Wunibald (1879–1963), 1920–1926
- Delitz, Leo (1882–1966), 1905–1911
- Dobner, Josef (1898–1972), 1926–1928
- Dobner, Thomas (1903–1971), 1927/1928
- Dorsch, Ferdinand (1875–1938), 1903–1912
- Drasche-Wartinberg, Richard Freiherr von (1850–1923), 1902–1905
- Eckhardt von Eckartsburg, Viktor (1864–1946), 1902–1922
- Ehrlich, Georg (1897–1966), 1925–1938
- Fahringer, Carl (1874–1952), 1903–1906
- Fänner, Rudolf (1879–1959), 1903–1905
- Felgel von Farnholz, Oskar (1876–1957), 1903–1912
- Ferenczy, Beni (1890–1967), 1927–1938
- Fink, Robert (1878–1950), 1909–1912
- Fischer, Johannes (1888–1955), 1924/1925
- Floch, Josef (1894–1977), 1920–1938
- Frank, Raoul (1867–1939), 1904–1909
- Fried, Theo (1902–1980), 1932–1938
- Gaertner, Eduard (1890–1966), 1924–1938
- Geller, Johann Nepomuk (1860–1954), 1900/1901
- Gergely, Tibor (1900–1978), 1927–1938
- Germela, Raimund (1868–1945), 1900–1907
- Glasner, Jakob (1879–1942), 1912–1920
- Goltz, Alexander Demetrius (1857–1944), 1900–1911
- Gottlieb, Leopold (1879–1934), 1923–1930
- Graf, Ludwig Ferdinand (1868–1932), 1902–1932
- Gross, Adolf (1873–1937), 1907–1922
- Gross, Fritz (1895–1938), 1924–1938
- Gunsam, Karl (1900–1972), 1933–1938
- Gurschner, Gustav (1873–1970), 1902–1908
- Hampel, Walter Sigmund (1867–1949), 1902–1911
- Harta, Felix Albrecht (1884–1967), 1928–1938
- Hassmann, Karl Ludwig (1869–1933), 1902–1909
- Hauk, Karl (1898–1974), 1927–1938
- Hauser, Carry (Carl Maria) (1895–1985), 1925–1938
- Hayek, Hans von (1869–1940), 1902–1906
- Hegenbart, Fritz (1864–1943), 1902–1912
- Hegenbarth, Emanuel (1868–1923), 1902–1912
- Heger, Rolf Eugen (1892–1954), 1930–1935
- Hejda, Wilhelm (1868–1942), 1900–1912
- Heu, Joseph (1876–1952), 1902–1909
- Hloucal, Hans (1888–1944), 1920–1927
- Hoffmann von Vestenhof, August (1849–1923), 1902–1912
- Hoffmann, Otto (1866–nach 1937 ?), 1932–1935
- Huck, Carl (1876–1926), 1907–1913
- Humplik, Josef (1888–1958), 1928–1938
- Jaronek, Bohumir (1866–1933), 1905–1912
- Jung, Georg (1899–1957), 1924–1938
- Junghans, Paul Julius (1876–1958), 1905–1911
- Jungnickel, Ludwig Heinrich (1881–1965), 1919–1924
- Junk, Rudolf (1880–1943), 1908–1922
- Kahrer, Maximilian (1878–1937), 1905–1907
- Kasparides, Eduard (1858–1926), 1900–1904
- Kaufmann, Wilhelm (1895–1975), 1932–1938
- Keller, Alfred (1875–1945), 1902–1917
- Kern, Theodor (1900–1969), 1927–1938
- Klier, Wilhelm (1900–1968), 1926–1938
- Kloss, Robert (1889–1950), 1922–1938
- Knapitsch, Friedrich von (1880–1962), 1920–1922
- Kohl, Robert (1891–1944), 1937/1938
- Konopa, Rudolf (1864–1936), 1900–1907
- Kuba, Ludvik (1863–1956), 1906–1913
- Kuehl, Gotthardt (1850–1915), 1906–1912
- Lang, Erwin (1886–1962), 1924–1938
- Larsson, Carl Olof (1853–1919), 1910–1912
- Laske, Oskar (1874–1951), 1907–1924
- Lefler, Heinrich (1863–1919), 1900–1909
- Lerch, Franz (1895–1977), 1927–1938
- Letz, Hanns (1908–1983), 1937/1938
- Loeb, Alfred (1865–vor 1945), 1926–1938
- Löw, Jakob (1887–1968), 1927–1938
- Luntz, Adolf (1875–1934), 1904–1908
- Lux, Richard (1877–1939), 1907–1909
- Markus, Karl (1899–1974), 1937/1938
- Mayer-Marton, Georg (1897–1960), 1925–1938
- Mediz, Karl (1868–1945), 1902–1912
- Merkel, Georg (1881–1976), 1919–1926, 1934–1938
- Michl, Ferdinand (1877–1951), 1906–1922
- Neuhaus, Fritz Berthold (1882–nach 1950 ?), 1908–1912
- Oerley, Robert (1876–1945), 1902
- O’Lynch of Town, Carl (1869–1942), 1902–1906
- Paar, Ernst (1906–1986), 1935–1938
- Pajer–Gartegen, Robert (1886–1944), 1922–1938
- Parin, Gino, auch als Friedrich Pollak (1876–1944), 1908–1912
- Pausinger, Clemens von (1855–1936), 1900/1901
- Payer, Ernst (1862–1937), 1900–1905
- Peschka, Anton (1885–1940), 1920–1928
- Pevetz, Georg (1893–1971), 1926–1928
- Philippi, Robert (1877–1959), 1920–1925
- Pippich, Carl (1862–1932), 1900/1901
- Planckh, Viktor (1904–1941), 1927–1938
- Pointner, Rudolf (1907–1991), 1934–1938
- Polzer, Franz (1875–1930), 1911–1921
- Potuznik, Heribert (1910–1984), 1937/1938
- Powolny, Michael (1871–1954), 1906–1908
- Pregartbauer, Lois (1899–1971), 1932–1938
- Purtscher, Alfons (1885–1962), 1924–1932, 1935–1938
- Radler, Friedrich von (1876–1942), 1902
- Ranzoni d. Ä., Hans (1868–1956), 1900–1905
- Rathausky, Hans (1858–1912), 1900–1905
- Reinitz, Maximilian (1872–1935), 1919–1935
- Ress, Paul (1878–1952), 1906–1909
- Reuss, Albert (1889–1975), 1931–1938
- Revy, Heinrich (1883–1949), 1912–1924
- Rezniček, Ferdinand von (1868–1909), 1902–1909
- Richter, Gottfried (1904–1968), 1933–1935
- Riss, Thomas (1871–1959), 1904–1912
- Roth, Augustin (1864–1952), 1900–1924
- Rumbold, Karl Josef (auch Rumpold) (1893–1965), 1920–1935
- Schaffgotsch, Herbert (1860–1943), 1907–1926
- Schaffran, Emmerich (1883–1962), 1927–1938
- Schatz, Otto Rudolf (1900–1961), 1928–1938
- Schiff, Robert (1869–1935), 1901–1905
- Schirnböck, Ferdinand (1859–1930), 1902–1922
- Schwarz–Waldegg, Fritz (1889–1942), 1919–1938
- Seibold, Alois Leopold (1879–1951), 1912–1924
- Sichulski, Kasimir (1879–1942), 1905–1912
- Sieck, Rudolf (1877–1957), 1905–1913
- Simay, Imre (1874–1955), 1905–1912
- Staeger, Ferdinand (1880–1976), 1910–1913
- Steiner, Heinz (1905–1974), 1937/1938
- Stemolak, Karl (1875–1954), 1907–1938
- Straka, Josef (1864–1946), 1900–1903
- Stransky, Ferdinand (1904–1981), 1937/1938
- Strecker, Emil (1841–1925), 1900/1901
- Stundl, Theodor (1875–1934), 1903–1907
- Sturm-Skrla, Eugen „Egge“ (1894–1943), 1919–1921
- Suppantschitsch, Maximilian (1865–1953), 1900–1905
- Tautenhayn der Jüngere, Josef (1868–1962), 1902
- Thiele, Franz (1868–1945), 1900–1912
- Thöny, Eduard (1866–1950), 1902.1912
- Tischler, Viktor (1890–1951), 1920–1938
- Tomec, Heinrich (1863–1928), 1900/1901
- Tropsch, Rudolf (1870–nach 1923), 1902
- Urban, Joseph (1872–1933), 1900–1909
- Uziemblo, Henryk (1879–1949), 1906–1913
- Wagner, Ernst (1877–1951), 1922–1938
- Wesemann, Alfred (1876–1945), 1904–1905
- Widter, Konrad (1861–1904), 1902–1904
- Wilke, Karl Alexander (1879–1954), 1907–1910
- Wilt, Hans (1867–1917), 1900–1905
- Wodnansky, Wilhelm (1876–1958), 1907–1913
- Wörlen, Georg Philipp (1886–1954), 1927–1936
- Zita, Heinrich (1882–1951), 1902
- Zoff, Alfred (1852–1927), 1900/1901
- Zorn, Anders (1860–1920), 1910–1912
- Zügel, Heinrich von (1850–1941), 1908–1912
- Zumbusch, Ludwig von (1861–1927), 1902–1912

### Außerordentliche Mitglieder (Frauen ab 1924)
- Ehrlich, Bettina geb. Bauer (1903–1985), 1924–1938
- Fischer, Maria geb. Adamovic (1886–1965), 1924–1835
- Jone-Humplik, Hildegard geb. Huber, (1881–1963) 1930–1938
- Kövesházi-Kalmár, Elsa (1876–1956), 1925–1926
- Kampmann, Johanna geb. Freund (1888–1940), 1925–1926
- Lesznai, Anna („Máli“) geb. Amália Moscowitz (1885–1966), 1930–1938
- Merkel-Romée, Louise geb. Libussa Rosenblum (1888–1977), 1925–1938
- Purtscher-Wydenbruck, Nora (1894–1959), 1924–1932, 1935–1938
- Salvendy, Frieda (1887–1965), 1928–1938
- Schröder-Ehrenfest, Anny (1898–1972), 1926–1938
- Steiner, Lilly geb. Hofmann (1884–1961), 1924–1926
- Wilhelm, Grete geb. Hujber (1887–1942), 1925–1938
- Zach, Franziska (1900–1930), 1930/1931 (posthum)

### Korrespondierende Mitglieder
Es gab eine große Anzahl von korrespondierenden Mitgliedern und ausstellenden Gästen aus dem In- und Ausland. Dazu gehörten:
- Frieda Konstantin (1884–1918), gemeinsame Ausstellungen 1910–1914

## Wissenschaftliche Aufarbeitung

### Wien Museum
Das Historische Museum der Stadt Wien (heute Wien Museum) begann mit einer Ausstellung im Jahr 1975 die eigentliche wissenschaftliche Aufarbeitung der Vereinsgeschichte. Beruhend auf einer Studie, die 1972 in den Mitteilungen der Österreichischen Galerie Belvedere erschienen war, versuchte man erstmals die mit dem Hagenbund verbundenen Geschehnisse (Ausstellungen) und Personen (Aussteller) zu rekonstruieren. Grundlage für diese Rekonstruktion waren vorhandene Kataloge, Plakate, Rezensionen und das biographische Material über die Künstler.

### Langenzersdorf Museum
Als zweites Museum nach dem Wien Museum veranstaltete das Langenzersdorf Museum 1989 eine große Hagenbund-Ausstellung „Die Künstler des Hagenbundes“ mit 115 Exponaten.

### Belvedere
Mit der Ausstellung Die Verlorene Moderne. Der Künstlerbund Hagen 1900–1938 setzte sich die Erforschung der Geschichte des Hagenbundes 1993 fort. Ziel der Ausstellung war, die Künstlervereinigung Hagenbund, ihre Aktivitäten und Leistungen und deren Stellung in der österreichischen Kunstgeschichte einem breiteren Publikum bekannt zu machen. Neben einer Neubearbeitung der Vereinsgeschichte wurden bei dieser Gelegenheit auch erstmals im Katalog Einzelthemen wie Exil, Plakatkunst oder Architektur aufgegriffen.
Mit der Ausstellung 2014/2015 im Unteren Belvedere „Hagenbund – Ein europäisches Netzwerk der Moderne 1900–1938“ wurden weitere Erkenntnisse der Öffentlichkeit bekannt gemacht.

### Verein der Freunde und der wissenschaftlichen Erforschung des Hagenbundes
Der Verein hat sich die Erforschung und die Aufarbeitung der Geschichte des Hagenbundes als Ziel gesetzt. Im Vordergrund steht das Sammeln von Ausstellungskatalogen, Zeitungsartikeln, Zeitschriftenartikeln und biographische Materialien zu einzelnen Künstlern. Darüber hinaus ist man auch bestrebt, Werke von Hagenbund-Mitgliedern zu dokumentieren und zu sammeln. Die aus diesen Tätigkeiten gewonnenen Erkenntnisse fließen in die Organisation von Ausstellungen, das Verfassen von Katalogbeiträgen und die Publikation von Monografien.

### Institutionelle Forschung
Seit der Wiederentdeckung des Hagenbundes für die Forschung wurden verschiedene Projekte und Arbeiten zu einzelnen Hagenbundkünstlern wie Franz Lerch (Ausstellung des Historischen Museums der Stadt Wien 1975 und Dissertation Universität Wien 1985), Georg Ehrlich (Ausstellung Historisches Museum der Stadt Wien 1976 und Diplomarbeit Universität Salzburg 2006), Georg Merkel (Dissertation Universität Wien 1982), Carry Hauser (Dissertation Universität Wien 1982 und Werkverzeichnis 2012), Ludwig Heinrich Jungnickel (Monographie und Werkverzeichnis 2000) oder Fritz Schwarz-Waldegg (Ausstellung Jüdisches Museum 2009) begonnen. Durch die in diesem Zusammenhang gefundenen Unterlagen aus manchmal verstreuten Nachlässen wird sukzessive ein besseres Verständnis für die vereinsinternen Abläufe des Hagenbundes bewirkt.
Durch den Jubiläumsfonds der Österreichischen Nationalbank wurde 2013/14 ein Forschungsprojekt mit dem Titel „Hagenbund – Ein internationales Künstlernetzwerk in Wien“ gefördert. Bei diesem Projekt wurden aus einer soziologisch kulturwissenschaftlichen Perspektive einerseits das Phänomen der internationalen Vernetzung des Hagenbundes und andererseits die Rezeption der Ausstellungen in den Tageszeitungen untersucht.